# Municipio de South Bend (Minnesota)
El municipio de South Bend (en inglés: South Bend Township) es un municipio ubicado en el condado de Blue Earth en el estado estadounidense de Minnesota. En el año 2010 tenía una población de 1682 habitantes y una densidad poblacional de 38,5 personas por km².

## Geografía
El municipio de South Bend se encuentra ubicado en las coordenadas 44°8′26″N 94°5′39″O / 44.14056, -94.09417. Según la Oficina del Censo de los Estados Unidos, el municipio tiene una superficie total de 43.68 km², de la cual 42,54 km² corresponden a tierra firme y (2,61 %) 1,14 km² es agua.

## Demografía
Según el censo de 2010, había 1682 personas residiendo en el municipio de South Bend. La densidad de población era de 38,5 hab./km². De los 1682 habitantes, el municipio de South Bend estaba compuesto por el 96,73 % blancos, el 0,36 % eran afroamericanos, el 0,59 % eran amerindios, el 0,59 % eran asiáticos, el 0,71 % eran de otras razas y el 1,01 % eran de una mezcla de razas. Del total de la población el 2,68 % eran hispanos o latinos de cualquier raza.